# 長發建業
長發建業有限公司（除牌當時為0172.HK）-- 前香港交易所主版上市公司，從香島印染換取上市，主要業務為物業投資。其中主要香港成為收入來源，當時由長江實業和添發慶豐合營公司。
1999年至2003年間，由於投資房地產失利，加上負債高企，於是出售給國際知名企業黃如龍，更名為金榜集團。

## 外部連結
- 金榜集團資料 （页面存档备份，存于）